# 볼차노-바이어슈트라스 정리
해석학과 일반위상수학에서, 볼차노-바이어슈트라스 정리(Bolzano-Weierstraß定理, 영어: Bolzano–Weierstrass theorem)는 유계 실수 수열의 수렴 부분 수열이 항상 존재한다는 정리이다.
볼차노-바이어슈트라스 정리는 수열의 균등 연속성을 증명하거나 반례를 들 때 도구로 사용한다.

## 정의
볼차노-바이어슈트라스 정리에 따르면, 임의의 균등 공간 {\displaystyle (X,{\mathcal {U}})}에 대하여, 다음 두 조건이 서로 동치이다.
- 점렬 콤팩트 공간이다. 즉, 모든 점렬은 수렴하는 부분 점렬이 존재한다.
- 다음 두 조건을 만족시킨다.
  - 점렬 완비 균등 공간(영어: sequentailly complete uniform space)이다. 즉, 모든 코시 점렬은 수렴한다.
  - 점렬 완전 유계 공간(영어: sequentially totally bounded space, sequentially precompact space)이다. 즉, 모든 점렬은 코시 부분 점렬이 존재한다.

증명:
{\displaystyle (X,{\mathcal {U}})}가 점렬 콤팩트 공간이라고 하자. 그렇다면, 모든 코시 점렬은 수렴 부분 점렬을 가지므로, 수렴한다. 또한, 모든 점렬은 수렴 부분 점렬을 가지며, 이는 물론 코시 부분 점렬이다.
{\displaystyle (X,{\mathcal {U}})}가 점렬 완비 균등 공간이자 점렬 완전 유계 공간이라고 하자. 그렇다면, 모든 점렬은 코시 부분 점렬을 가지며, 이 코시 부분 점렬은 수렴한다. 즉, 모든 점렬은 수렴 부분 점렬을 가진다.

### 유클리드 공간
유클리드 공간 {\displaystyle \mathbb {R} ^{n}}의 부분 집합 {\displaystyle X\subseteq \mathbb {R} ^{n}} 위에는 표준적인 균등 공간 구조가 존재한다. 이 경우, 다음 세 조건이 서로 동치이다.
- 점렬 완비 균등 공간이다.
- 완비 균등 공간이다.
- 닫힌집합이다.

또한, 다음 세 조건이 서로 동치이다.
- 점렬 완전 유계 공간이다.
- 완전 유계 공간이다.
- 유계 집합이다.

따라서, 유클리드 공간 {\displaystyle \mathbb {R} ^{n}}의 부분 집합 {\displaystyle X\subseteq \mathbb {R} ^{n}}에 대하여, 다음 두 조건이 서로 동치이다.
- 점렬 콤팩트 공간이다.
- 유계 집합이며, 닫힌집합이다.

특히, 유클리드 공간 속 유계 점렬은 항상 수렴하는 부분 점렬을 갖는다.
직접적인 증명:
실수에 대한 볼차노-바이어슈트라스 정리로부터 유도할 수 있다.
유계 닫힌집합 ⇒ 점렬 콤팩트 공간: {\displaystyle \mathbb {R} ^{n}} 속 임의의 유계 점렬
{\displaystyle ((x_{k,1},x_{k,2},\ldots ,x_{k,n}))_{k\in \mathbb {N} }\subseteq \mathbb {R} ^{n}}
의 수렴 부분 점렬을 찾으면 충분하다. {\displaystyle (x_{k,1})_{k\in \mathbb {N} }}은 유계 실수 수열이므로, 어떤 실수 {\displaystyle x_{1}\in \mathbb {R} }로 수렴하는 부분 수열 {\displaystyle (x_{k_{1}(j),1})_{j\in \mathbb {N} }}이 존재한다 ({\displaystyle k_{1}\colon \mathbb {N} \to \mathbb {N} }은 순증가 함수). 마찬가지로, {\displaystyle (x_{k_{1}(j),2})_{j\in \mathbb {N} }}은 유계 실수 수열이므로, 어떤 실수 {\displaystyle x_{2}\in \mathbb {R} }로 수렴하는 부분 수열 {\displaystyle (x_{k_{2}(j),2})_{j\in \mathbb {N} }}이 존재한다 ({\displaystyle k_{1}\colon \mathbb {N} \to k_{1}(\mathbb {N} )}은 순증가 함수). 이 경우, {\displaystyle ((x_{k_{2}(j),1},x_{k_{2}(j),2}))_{j\in \mathbb {N} }}은 {\displaystyle (x_{1},x_{2})}로 수렴한다. 이를 반복하면, 결국 다음 조건을 만족시키는 일련의 순증가 함수
{\displaystyle k_{1}\colon \mathbb {N} \to \mathbb {N} }
{\displaystyle k_{2}\colon \mathbb {N} \to k_{1}(\mathbb {N} )}
{\displaystyle \vdots }
{\displaystyle k_{n}\colon \mathbb {N} \to k_{n-1}(\mathbb {N} )}
와 일련의 실수 {\displaystyle x_{1},\dots ,x_{n}\in \mathbb {R} }를 얻는다.
- 각 {\displaystyle i=1,\dots ,n}에 대하여, {\displaystyle ((x_{k_{i}(j),1},\dots ,x_{k_{i}(j),i}))_{j\in \mathbb {N} }}는 {\displaystyle (x_{1},\dots ,x_{i})}로 수렴한다.

특히, {\displaystyle (x_{k_{n}(j),1},\dots ,x_{k_{n}(j),n})_{j\in \mathbb {N} }}은 {\displaystyle ((x_{k,1},x_{k,2},\ldots ,x_{k,n}))_{k\in \mathbb {N} }}의 부분 점렬이며, {\displaystyle (x_{1},\dots ,x_{n})\in \mathbb {R} ^{n}}으로 수렴한다.
점렬 콤팩트 공간 ⇒ 유계 집합: 만약 {\displaystyle S\subseteq \mathbb {R} }가 유계 집합이 아니라면,
{\displaystyle x_{0}\in S}
{\displaystyle x_{n+1}\in S\setminus B(x_{0},n)\setminus B(x_{0},d(x_{n},x_{0}))}
인 {\displaystyle S} 속의 점렬 {\displaystyle (x_{n})_{n\in \mathbb {N} }}이 존재하며, 이는 수렴 부분 점렬을 갖지 않으므로, {\displaystyle S}는 점렬 콤팩트 공간이 아니다.
점렬 콤팩트 공간 ⇒ 닫힌집합: 만약 {\displaystyle S}가 점렬 콤팩트 공간이며, {\displaystyle S} 속의 점렬 {\displaystyle (x_{n})_{n\in \mathbb {N} }}이 어떤 {\displaystyle x\in \mathbb {R} ^{n}}으로 수렴한다면, {\displaystyle (x_{n})_{n\in \mathbb {N} }}은 어떤 {\displaystyle x'\in S}로 수렴하는 부분 점렬을 가지며, 자명하게 {\displaystyle x=x'\in S}이다. 즉, {\displaystyle S}는 닫힌집합이다.

### 실수
1차원 유클리드 공간은 실수선 {\displaystyle \mathbb {R} }이다.
실수선 {\displaystyle \mathbb {R} }의 부분 집합 {\displaystyle X\subseteq \mathbb {R} }에 대하여, 다음 두 조건이 서로 동치이다.
- 점렬 콤팩트 공간이다.
- 유계 집합이며, 닫힌집합이다.

특히, 모든 유계 실수 수열은 항상 수렴하는 부분 수열을 갖는다.:102
직접적인 증명:
단조 부분 수열 정리에 따르면, 실수 수열은 항상 단조 부분 수열을 갖는다. 이는 다음과 같이 증명할 수 있다. 임의의 실수 수열 {\displaystyle (x_{n})_{n\in \mathbb {N} }}이 주어졌을 때,
{\displaystyle P=\{n\in \mathbb {N} \colon \forall m>n\colon x_{n}>x_{m}\}}
라고 하자. 즉, 다음에 오는 모든 항보다 큰의 항의 지표의 집합이다. 만약 {\displaystyle P}가 무한 집합이며,
{\displaystyle n_{0}<n_{1}<n_{2}<\cdots }
가 {\displaystyle P}의 원소라면, {\displaystyle (x_{n_{k}})_{k\in \mathbb {N} }}은 단조 부분 수열이다. 만약 {\displaystyle P}가 유한 집합이라면,
{\displaystyle n_{0}>\max P}
인 자연수 {\displaystyle n_{0}\in \mathbb {N} }을 고르자 ({\displaystyle P=\varnothing }라면 {\displaystyle \max P=-1}으로 놓는다). 임의의 {\displaystyle n\geq n_{0}}에 대하여 {\displaystyle n\not \in P}이므로,
{\displaystyle x_{n_{0}}\leq x_{n_{1}}\leq x_{n_{2}}\leq \cdots }
인
{\displaystyle n_{0}<n_{1}<n_{2}<\cdots }
가 존재하며, {\displaystyle (x_{n_{k}})_{k\in \mathbb {N} }}은 단조 부분 수열이다.
실수에 대한 볼차노-바이어슈트라스 정리는 단조 부분 수열 정리와 단조 수렴 정리를 사용하여 증명할 수 있다. 임의의 유계 실수 수열 {\displaystyle (x_{n})_{n\in \mathbb {N} }}이 주어졌을 때, 이는 단조 부분 수열 {\displaystyle (x_{n_{k}})_{k\in \mathbb {N} }}을 가지며, 이는 유계 수열이다. 단조 수렴 정리에 따라, 이는 수렴한다.

## 역사
보헤미아의 수학자 베르나르트 볼차노가 처음 증명하였다. 이후 독일의 수학자 카를 바이어슈트라스가 독립적으로 재증명하였다.

## 같이 보기
- 실수의 완비성#볼차노-바이어슈트라스 정리
- 하이네-보렐 정리
- 콤팩트 공간#유클리드 공간의 콤팩트 집합

## 참고 문헌
1. ↑  Robert G. Bartle, Donald R. Sherbert, 강수철 역, 《실해석학개론》, 범한서적주식회사, 2006

- Rudin, Walter (1976). 《Principles of mathematical analysis》. International Series in Pure and Applied Mathematics (영어) 3판. McGraw-Hill. ISBN 978-0-07-054235-8. MR 0385023. Zbl 0346.26002. 2014년 10월 6일에 원본 문서에서 보존된 문서. 2014년 10월 6일에 확인함.